# Valerien Ostroga
Ne doit pas être confondu avec Stanisław Julian Ostroróg.
Valerien Karlovitch Mroczkowski né Walery Karłowicz Mroczkowski est un photographe d'origine polonaise, exerçant sous le pseudonyme de Walerian Ostroga, dit Valerien Ostroga, également connu pour ses activités anarchistes.

## Biographie

### Jeunesse

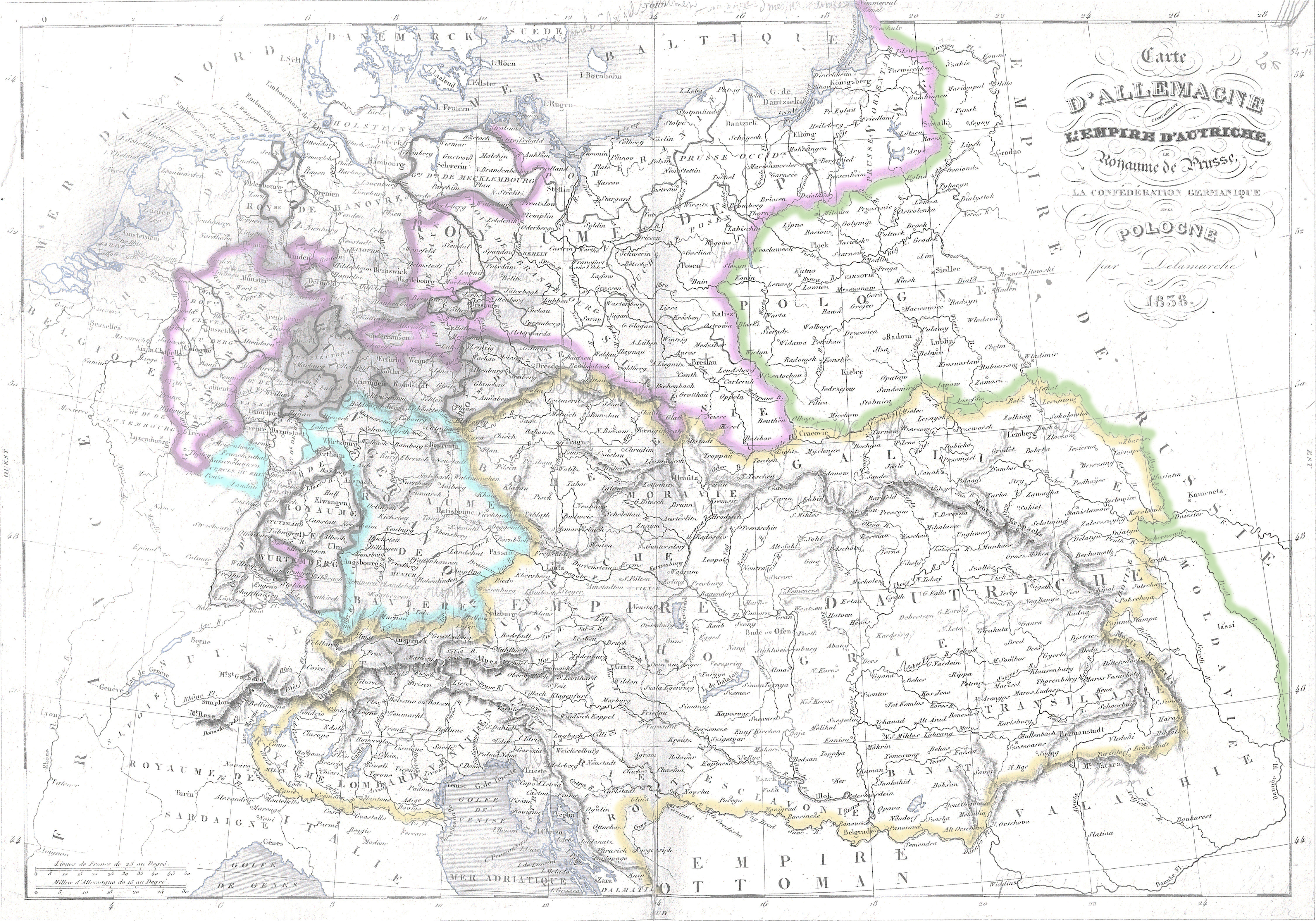
Carte de la Pologne en 1838 divisée entre le Royaume de Prusse et l'Empire russe.

Walery Mroczkowski nait à Kiev en 1840. Il commence des études de médecine, (Chirurgie), à l'université de Varsovie.
 Indépendantiste convaincu, il quitte Varsovie et rejoint en 1861 l'école militaire polonaise de Coni  qui vient d'être créée, sous l'impulsion de la toute nouvelle "Société de la jeunesse polonaise", pour assurer la formation des cadres d'une prochaine insurrection .
 De retour en Pologne, dès 1862 à la demande du Comité central national, sous couvert d'une activité de journaliste, il organise des unités de rébellion d'abord à Augustów et ensuite à Grodno.
 Dès le début Il prend une part active à l'insurrection de 1863. Il est présent aux combats de Czysta Buda (2 février 1863),, Podlipki (en) (8 mars), Kazlų Rūda (1er avril), Lokajcie (9 avril), Pozlawanty (22 mai), Buda (23 mai) et Olita le 20 juin. En novembre 1863 présent en province de Prusse-Orientale, il est arrêté et emprisonné à Poznań , après sa libération en 1865 il doit s'exiler.

### Anarchiste

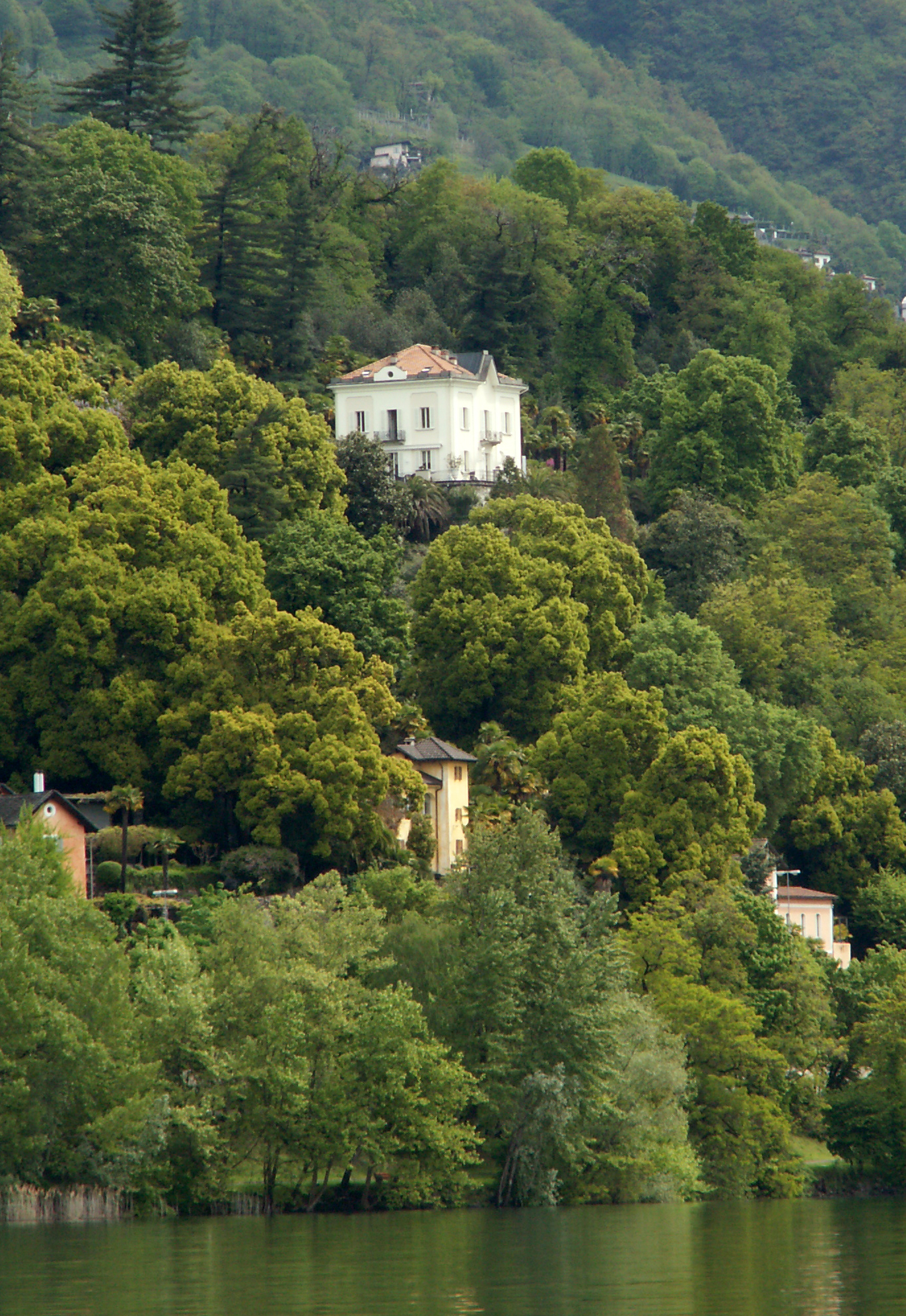
La Baronata à Locarno

Avant son exil, Mroczkowski était considéré surtout comme un démocrate et « l'apôtre de l'émancipation des serfs ».
En 1865 à Florence il rencontre Bakounine dont il devient l'ami. Sur l'invitation de Bakounine il le suit à Naples où celui-ci lui présente la princesse Zoë Soumarokoff (née en 1828), qui deviendra sa maitresse. Séparée de son mari le prince Obolensky depuis 1863, elle y vit avec ses cinq enfants accueillant dans son entourage des révolutionnaires de diverses nationalités dont elle partage les idées.
Lors d'un séjour à Ischia en 1866 avec Bakounine, c'est avec celle qui partage maintenant sa vie qu'il rédige en français le Catéchisme révolutionnaire texte fondateur de la "société internationale secrète de la révolution" qu'ils envisagent.
En 1867, ils s'installent en Suisse séjournant à Vevey, puis Genève, il fait la connaissance de Élysée Reclus (dont la fille vivra en union libre avec son fils Félix).
Membre de la première fraternité internationale, puis du comité central de la Ligue de la paix et de la liberté,
après la scission du congrès de Berne en 1868, il fonde avec Bakounine un groupe opposé aux idées de Karl Marx. 
Il est aussi l'auteur des plans de La Baronata maison de retraite construite à la demande de Carlo Cafiero sur les rives du Lac Majeur.
En 1869 le couple quitte la Suisse pour Londres où il rejoint la communauté des militants polonais, dont Walery Wroblewski,.

### Photographe
Le prince Obolenski ayant récupéré de force ses enfants en 1869, les revenus de Zoë baissent considérablement et après avoir quitté la Suisse, et l'épisode londonien, le couple réside à Menton en 1871 où Walery ouvre un studio de photographe spécialisé en portraits rue Partouneaux sous le nom de « Walerian M. Ostroga » ou sous la marque « Photographie W M Ostroga ». Par la suite, il partage l'année entre Trouville-sur-mer l'été, et Menton l'hiver. Cette double résidence lui permettant de justifier ses nombreux déplacements et de couvrir ses activités anarchistes. Son métier de photographe lui permet également de subvenir aux besoins de sa famille, car vivant en union libre avec sa compagne et leurs deux enfants Félix (1867-1936) et Léonie (1871-1947) la nécessité d'un revenu d'appoint s'impose.
Ils se marient finalement après le décès de Alexei Vasilievitch Obolensky, l'époux de la princesse, en 1884 et font alors l'acquisition à Menton de la villa Les Mouettes qui devient la « villa Ostroga ».
Valerien Ostroga meurt le 1er octobre 1889 à Pariset est inhumé à Menton au cimetière du Vieux-Château 

Photos de Valerien Ostroga
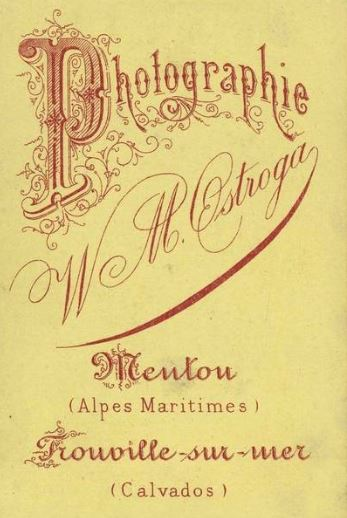
Adresses professionnelles Dos d'une carte photo
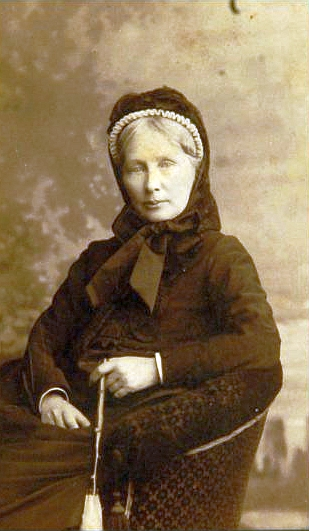
Alexandra Obolenskaya née Djakov, belle sœur de Zoë (1879)
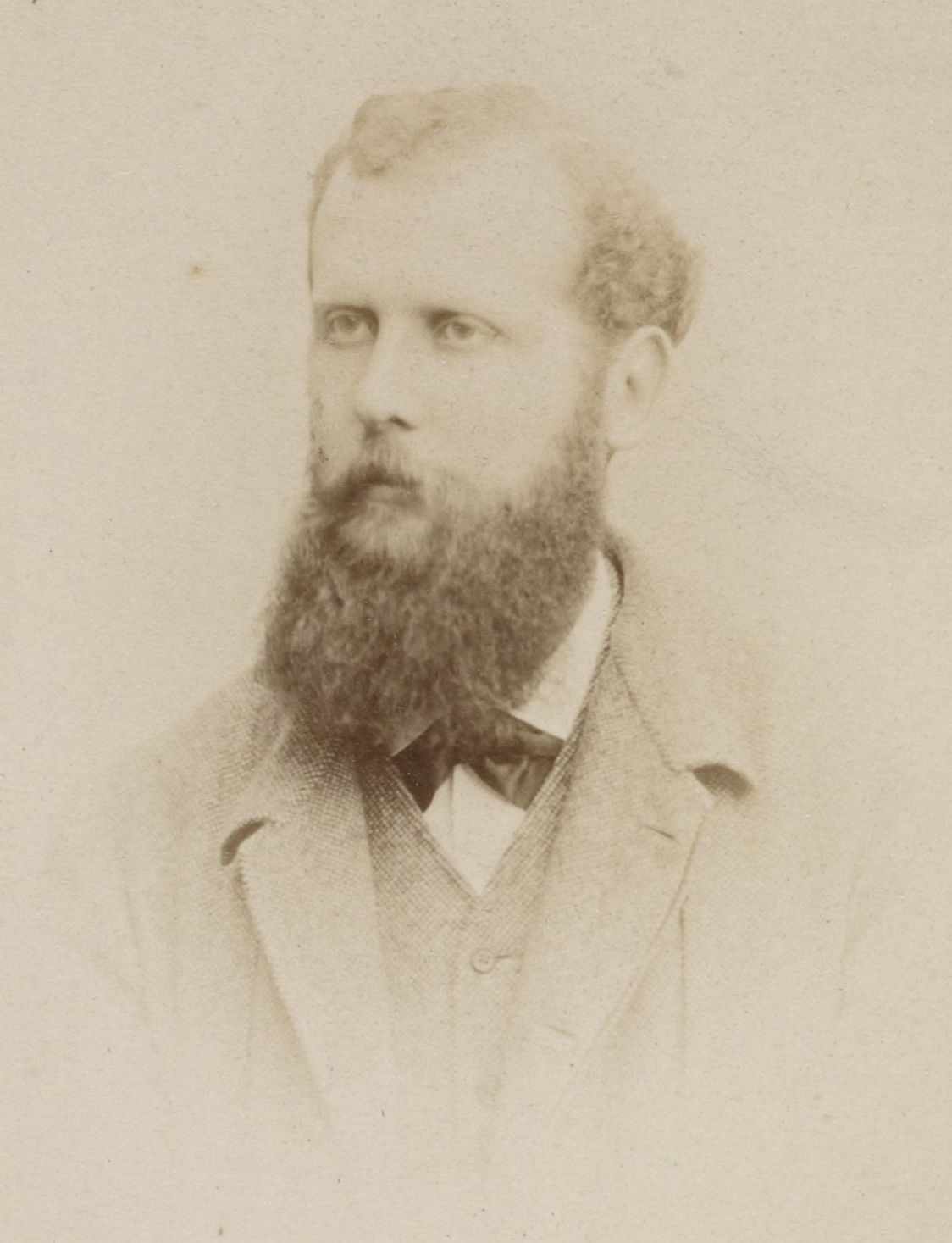
Paul Barthelemy Mirabaud (1880)

### Pseudonyme
Les cartes-photo sont signées W.M.Ostroga (W= Walerian, M= Mroczkowski)
Son nom de guerre pendant l'insurrection de Janvier 1863 fut Wincenty Kamiński. Par la suite, son pseudonyme Ostroga, est un de ceux le désignant pendant l'insurrection polonaise (Il utilise également Mroczek). Arrivé en France il l'adopte professionnellement, afin d'éviter la difficulté de prononciation de son nom de famille d'origine et change aussi son prénom en Valerien.
Sa descendance conservera Ostroga comme patronyme, dont son fils Félix Ostroga centralien, ingénieur puis compositeur et directeur du philharmonique de Genève et sa petite fille Yvonne Ostroga  secrétaire de Paul Bourget, connue comme écrivain de livres pour enfants.
Bakounine appelait Ostroga par un diminutif affectueux "Mrouk". En polonais "mruk" signifie grognon ou silencieux.

### Varia
- "Powstanie Styczniowe w illustracjach prasy epoki"  Illustrations dans les journaux de l'époque: la bataille de Kozłowa Ruda. Mroczkowski figure au bout du texte.  page 35/98
- Photo avec Bakounine Socialisme libertaire
- Portrait Musée de Varsovie (Muzeum Narodowe w Warszawie)
- Photos sur Gallica BnF
- Photos Bibliothèque de Trieste